# Колізей
Колізе́й (лат. Colosseum; італ. Colosseo) або амфітеа́тр Фла́віїв (лат. Amphitheatrum Flavium; італ. Anfiteatro Flavio) — амфітеатр, пам'ятка давньоримської архітектури, одна з найграндіозніших та найвідоміших споруд античного світу. Будівництво амфітеатру було розпочато за наказом імператора Веспасіана у 72 році н. е. і завершено у 80 році н. е. вже за правління його сина, Тита. Головним архітектором імовірно був Квінітій Атерій. Розташований в Римі, в низині між Есквілінським, Палатинським та Целійським пагорбами. На момент завершення будівництва був наймісткішим амфітеатром у світі — вміщував до 50 тис. глядачів. Колізей діяв з 80 по 404 роки, переважно як місце гладіаторських боїв, видовищних битв із тваринами та публічних страт.

## Назва
Одразу по завершенні будівництва споруда дістала назву Амфітеатр Флавіїв (лат. Amphitheatrum Flavium) на честь династії Флавіїв, представниками якої були імператори Веспасіан і Тит. Під час правління Веспасіана в 72 році н. е. розпочалося будівництво амфітеатру, а в 80 році воно було завершено його сином та наступним імператором, Титом.
Іншу свою назву, Колізей, амфітеатр отримав через розташування поруч з ним величезної статуї Колоса Нерона, яка зображувала колишнього римського імператора Нерона. Пізніше образ Нерона був замінений на образ бога сонця Геліоса (лат. Colossus soli). Невдовзі статуя чи то зруйнувалася внаслідок землетрусу, чи то її демонтували під час вестготської навали на Рим у 410 році. Остаточно амфітеатр став йменуватися Колізеєм близько 1000 року н. е.

## Архітектура

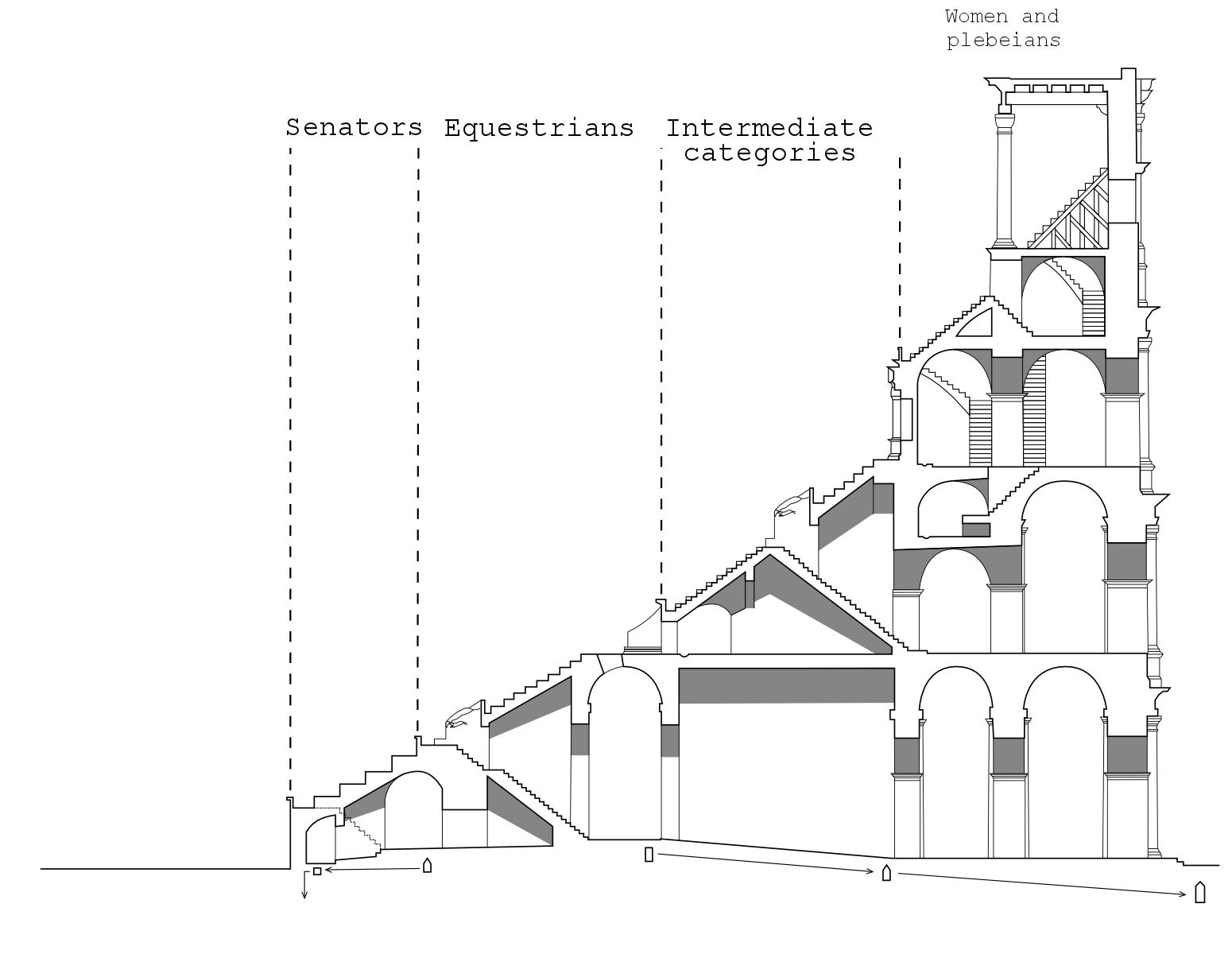
Будова Колізею в розрізі

Модель Колізею, яким він був за часів розквіту

Подібно до інших римських амфітеатрів, Амфітеатр Флавіїв в плані являє собою еліпс, середина якого зайнята еліптичною ареною, оточена концентричними кільцями глядацьких місць. Від всіх споруд такого роду Колізей відрізняється велетенськими розмірами. Це найграндіозніший античний амфітеатр: довжина його зовнішнього еліпса складає 524 м, велика вісь — 187,77 м, мала вісь — 155,64 м, довжина арени — 85,75 м, її ширина 53,62 м; висота зовнішніх стін — від 48 до 50 м. При таких розмірах він міг вміщати до 50 тис. глядачів: 45 тис. сидячих місць і 5 тис. стоячих.

Амфітеатр Флавіїв побудований з великих брил травертинського каменя, які колись були сполучені між собою залізними зв'язками; для внутрішніх частин використані також місцевий туф і цегла. Дірки, видимі нині в різних місцях стін, — гнізда згаданих зв'язок, зниклих в середні віки, — епоху, в яку залізо дуже цінувалося і всюди розшукувалося. Із зовнішнього боку будівлю представляли три яруси арок. Між арками розташовані півколони, в нижньому ярусі — тосканського, в середньому — іонічного і у верхньому — коринфського стилю. Вцілілі зображення Колізею на стародавніх монетах свідчать, що в прорізах арок середнього і верхнього ярусів стояло по статуї. Над верхнім аркадним ярусом підноситься четвертий вищий поверх, який є суцільною стіною, розчленованою коринфськими пілястрами компартіменти з вікном в середині кожного компартімента. На верхівках великої і малої вісі еліпса знаходилися чотири головні входи у вигляді триаркових брам. Дві з цих брам (на краях малої осі, з боку Еквіллінського і Целієвського пагорбів були призначені для імператора та слугували для урочистих маршів перед початком видовищ, для впускання звірів і для ввезення необхідних машин.

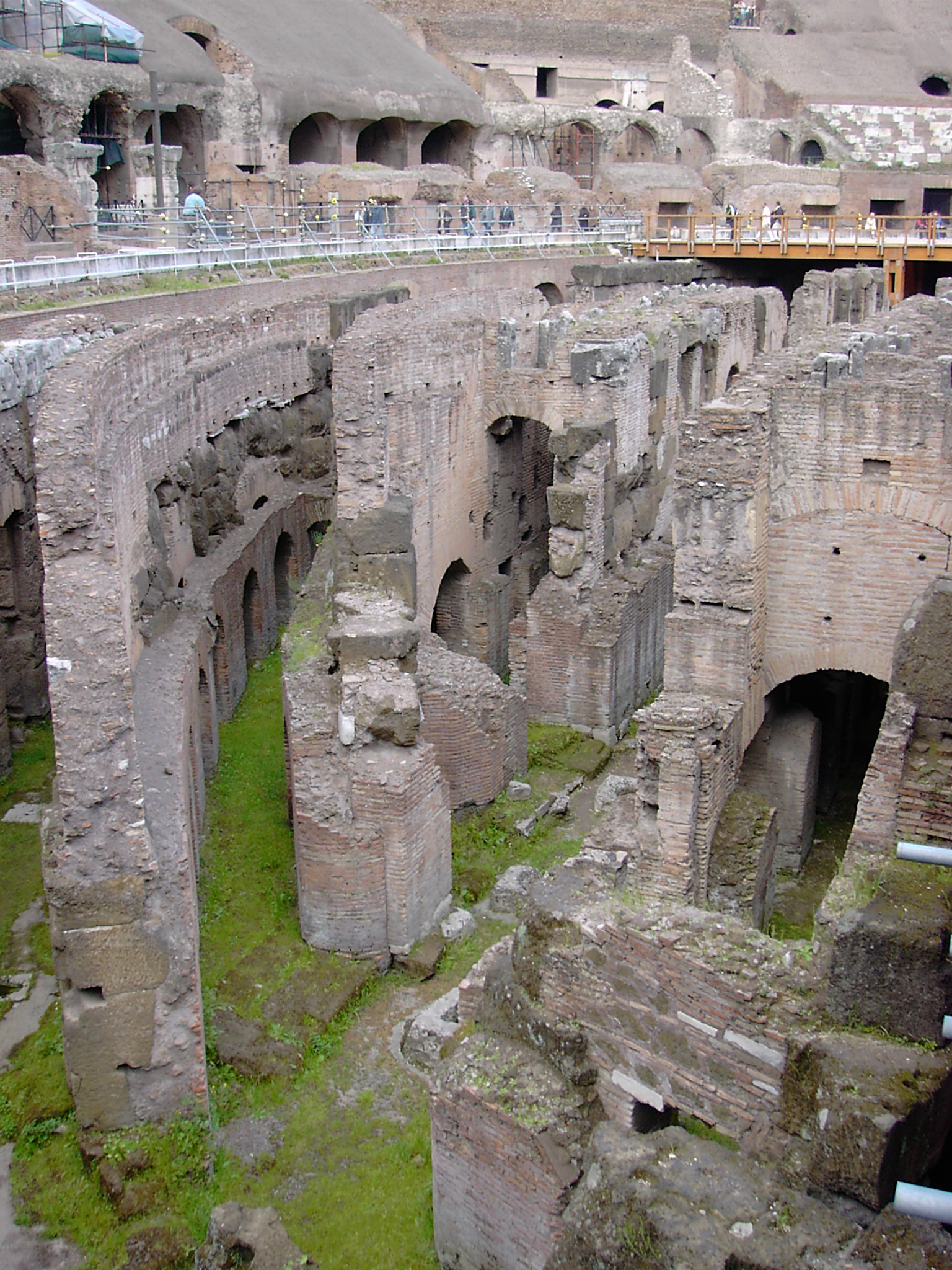
Розкопані підвальні приміщення під ареною.

Арена часто обставлялася декораціями. Під нею розташовувалися тунелі, крізь які можна було доставити на арену з допомогою підіймачів декорації, гладіаторів або звірів. Арена могла заливатися водою для проведення «морських» боїв.
Глядачі входили в амфітеатр з-під арок нижнього поверху, помічених цифрами від I (1) до LXXVI (76), і піднімалися до своїх місць по сходах, яких було також 76. Ці місця були розташовані навколо всієї арени у вигляді рядів кам'яних лав, що піднімаються одна над іншою (лат. gradus). Нижній ряд, або подіум (лат. podium), був призначений виключно для імператора, його сімейства, сенаторів і весталок, причому імператор мав особливу лаву, що стояла на вивищеній ділянці (лат. pulvinar). Подіум відділявся від арени парапетом, достатньо високим, аби захистити глядачів від нападу випущених на арену тварин. Далі слідували місця для публіки з трьох ярусів (лат. maeniana), відповідно ярусам фасаду будівлі. В першому ярусі, що містив в собі 20 рядів лав (тепер цілком зруйнованих), сиділи міські можновладці й особи, що належать до стану вершників. Другий ярус, що складався з 16 рядів лав, призначався для звичайних римських громадян. Другий ярус від третього відділяла досить висока стіна. Лави ж третього ярусу були розташовані на крутішій похилій поверхні. Цей конструкторський задум мав на меті дати відвідувачам третього ярусу можливість краще бачити арену і все, що відбувається на ній, попри віддаленість. Глядачі третього ярусу належали до нижчих станів, які складали плебеї та жінки. Раби також допускалися в Колізей як глядачі.
Над найвищим ярусом містився портик, що оперізував весь овал будівлі та примикав однією своєю стороною до його зовнішньої стіни. На його даху, під час видовищ, розташовувалися матроси імператорського флоту, які вишиковувалися для натягування над амфітеатром величезного тенту (лат. velarium) для захисту глядачів від пекучих променів сонця або від негоди. Тент цей прикріплявся за допомогою канатів до щогл, розставлених по верхньому краю стіни. В багатьох місцях зовнішнього карниза ще до цієї пори видно отвори, через які проходили такі щогли, що впиралися своїм нижнім кінцем у висунуті зі стіни камені, тобто кронштейни, що донині уціліли там, де ще зберігся четвертий поверх. Місця для глядачів підпиралися знизу могутньою склепінчастою конструкцією, що містила в собі прохідні коридори (лат. itinera), камери різного призначення і сходів, що вели у верхні яруси.

Два окремих виходи використовувалися гладіаторами. Через один з них під назвою Porta Libitina виносили загиблих, через інший — Porta Sanivivaria — виходили переможці та вцілілі.

### Античність
Будівництво Колізею розпочато за наказом імператора Веспасіана після його перемог в Юдеї в 72 році н. е. Для будівництва обрали територію саду й ставка біля Золотого будинку Нерона. В 64 році ця територія була приєднана до приватних володінь імператора після Великої пожежі. Поруч для Нерона звели подовження акведука Аква Клавдія та встановили статую імператора. За Веспасіана ставок було осушено, будівлі в саду знесено, а сам сад ліквідовано. На його місці викопали фундамент завглибшки 6 м, залитий потім цементом. Іноді припускається, що до будівництва були залучені близько 100 тис. військовополонених з Юдеї, проте не знайдено достовірних свідчень цього. Більшість будівельних матеріалів доставлялися з території Тіволі за 20 км від Риму. Всього знадобилося 100 тис. м3 травертину. Головним імовірно архітектором був Квінітій Атерій.
На момент смерті Веспасіана в 79 році завершили три поверхи амфітеатру. Закінчив будівництво в 80 році імператор Тит, син Веспаніана, додавши четвертий поверх. Відкриття Колізею він ознаменував влаштуванням ігор 80-81 року, що тривали сто днів і коштували життя багатьом сотням гладіаторів і 9 тисячам диких звірів. Колізей зображався на монетах сестерціях часів Тита.
Спочатку Колізей називався, за родовим іменем згаданих імператорів, амфітеатром Флавіїв (лат. Amphitheatrum Flavium), нинішня назва (лат. Colosseum, Colosaeus, італ. Colosseo) закріпилася за ним згодом, починаючи з VIII століття, і походить або від колосальності його розміру, або від того, що поблизу від нього стояла гігантська статуя, споруджена Нероном на честь самого себе. Довгий час Колізей був для жителів Риму та гостей міста головним місцем розважальних видовищ, таких як бої гладіаторів, цькування диких звірів, морські битви (навмахії). Проте вже імператор Марк Аврелій вважав криваві бої на арені варварством. Але його син і наступник Коммод особисто брав участь у боях. У 200 році, за Септимія Севера, було припинено жіночі бої в Колізеї.
При імператорові Макріні, в 217 році, цирк сильно постраждав від пожежі, що почалася разом із землетрусом, але був реставрований за наказом Александра Севера. У 248 році імператор Філіпп ще святкував у ньому тисячоліття Рима. До дійства було залучено тисяча гладіаторів і кілька тисяч тварин. Однак популярність кривавих видовищ у Колізеї поступово падала. В 330 році християнство за сприяння імператора Костянтина Великого стало державною релігією Римської імперії. В 376 році Валентиніан постановив, що християни не повинні ніким примушуватися до гладіаторських боїв.
Гонорій в 405 році заборонив гладіаторські бої як несумісні з духом християнства та закрив гладіаторську школу з огляду на те, що в 404 році на арені загинув християнський чернець Телемах, який кинувся розбороняти гладіаторів. У 410 році Рим пограбували варвари, а потім Колізей постраждав від землетрусу. Після цього Флавієвий амфітеатр занепав, однак бої з тваринами проводилися в ньому аж до 523 року.

### Середньовіччя та Відродження

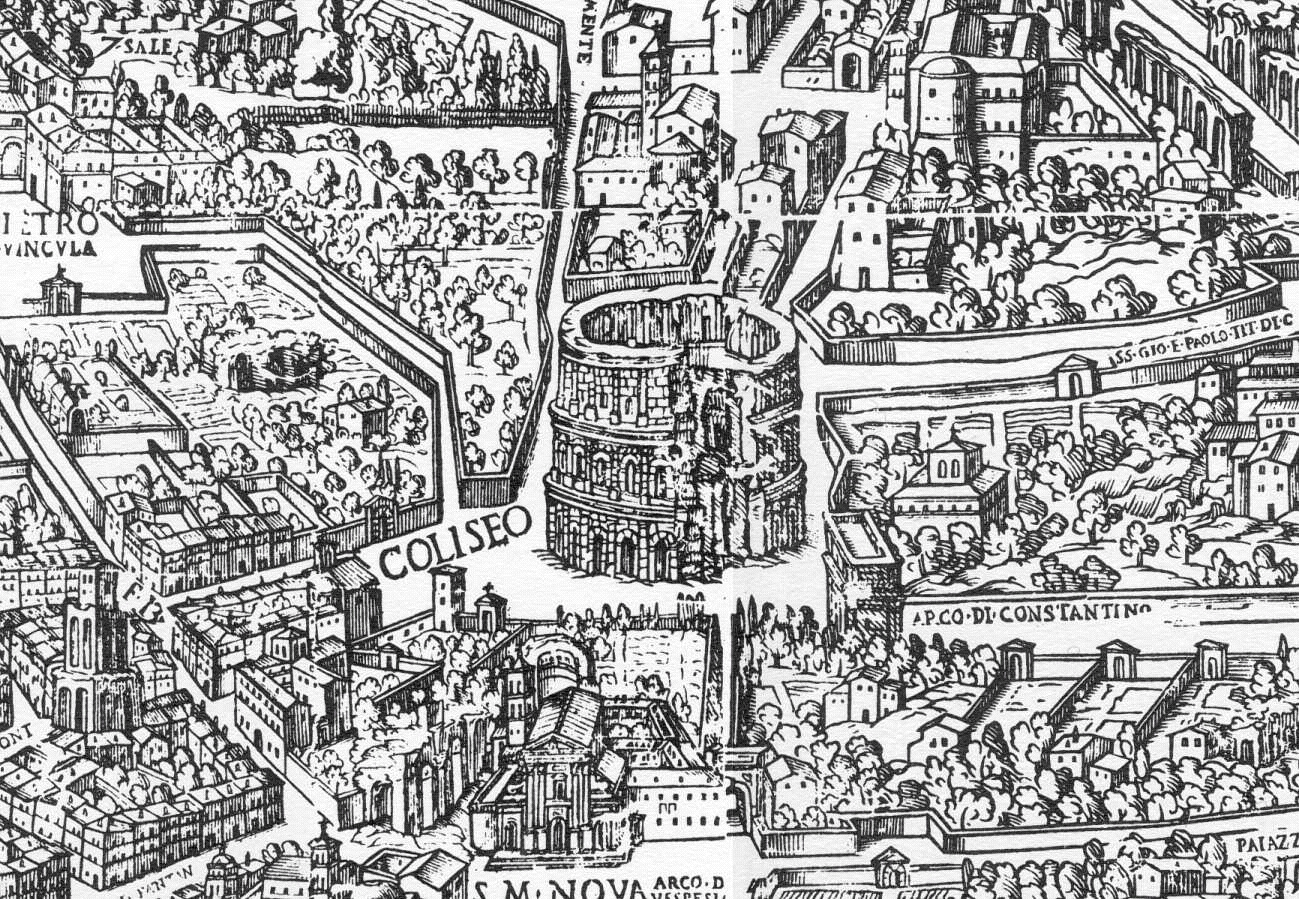
Старовинна мапа Риму з Колізеєм

Останні ремонти Колізею за його використання як арени відбувалися в 484/508 роках Децієм Марієм Венанцієм Василієм — уже за часів правління Одоакра, котрий припинив існування Римської імперії. Тоді частину колонади було прибрано, а деякі підземні коридори засипано. За Теодоріха матеріали Колізею почали розбирати на будівництво інших споруд. Мармурове облицювання, туф, травертин і залізо, цегла, — шматками забиралися з Колізею. Руйнуванню амфітеатру посприяв дозвіл Папи Григорія I на перебудову язичницьких храмів у християнські церкви. В 523 році Анцій Максим, сенатор і зять Теодоріха, святкував на арені свій вступ на посаду консула. В той час було прокладено дорогу між Целієвським пагорбом і Колізеєм, а навколишню територію полагоджено.
Поступово коридори під ареною та стоки навколо перестали використовуватися. Під час Готської війни 535—554 років Рим розграбував Тотіла. Після того, як він вступив до Риму в 545 році, з Колізею масово вилучалося залізо. Тимчасово Колізей оточувала дерев'яна стіна, а в проходах стояли дерев'яні брами. Приміщення використовувалися для виготовлення вапна та як стайні. Між VI та XIII століттями накопичився шар землі заввишки понад метр, під яким зникли арена й частина сходів. Споруда знову постраждала від землетрусів у 801 та 847 роках. Колізей заріс деревами та, за деякими свідченнями, там навіть поселилися дикі звірі. Занедбанню сприяло значне зменшення населення Риму, що виживало завдяки фермерству.
З XI століття і до 1132 року Колізей слугував фортецею для знатних римських родів, що оскаржували один у одного вплив і владу над співгромадянами, особливо для родин Франджіпані і Аннібальді. Останні, проте, були змушені поступитися Колізеєм імператорові Генріху VII, який подарував його римському сенату і народу. Ще в 1332 році місцева аристократія влаштовувала тут бої биків, проте відтоді почалося систематичне руйнування Колізею.
У 1349 році Колізей постраждав від землетрусу і частина споруди обвалилася. На нього знову почали дивитися як на джерело будівельного матеріалу: каменю та заліза. В 1381 частину Колізею було подаровано релігійним громадам для відправи Страсної служби з огляду на поширення уявлень, що арена була місцем страти християн. Служби збирали тисячі людей, але в 1539 припинилися через свою дорожнечу, стихійність і протести євреїв.
Папа Римський Павло II брав з нього матеріал для спорудження так званого венеціанського палацу, кардинал П'япіо — палацу канцелярії, Павло III — палаццо Фарнезе. Проте значна частина амфітеатру уціліла, хоча будівля в цілому залишилася спотвореною. В 1485 Леон-Баттіста Альберті видав книгу із замірами Колізею та його описом, виконаним раніше на прохання Миколая V, який мріяв про відбудову Риму в його колишній величі. Сікст V мав намір скористатися підземними приміщеннями для обладнання фабрики. Климент IX планував побудувати на арені церкву, але справа не пішла далі встановлення пам'ятного хреста в 1674.

### Новий час

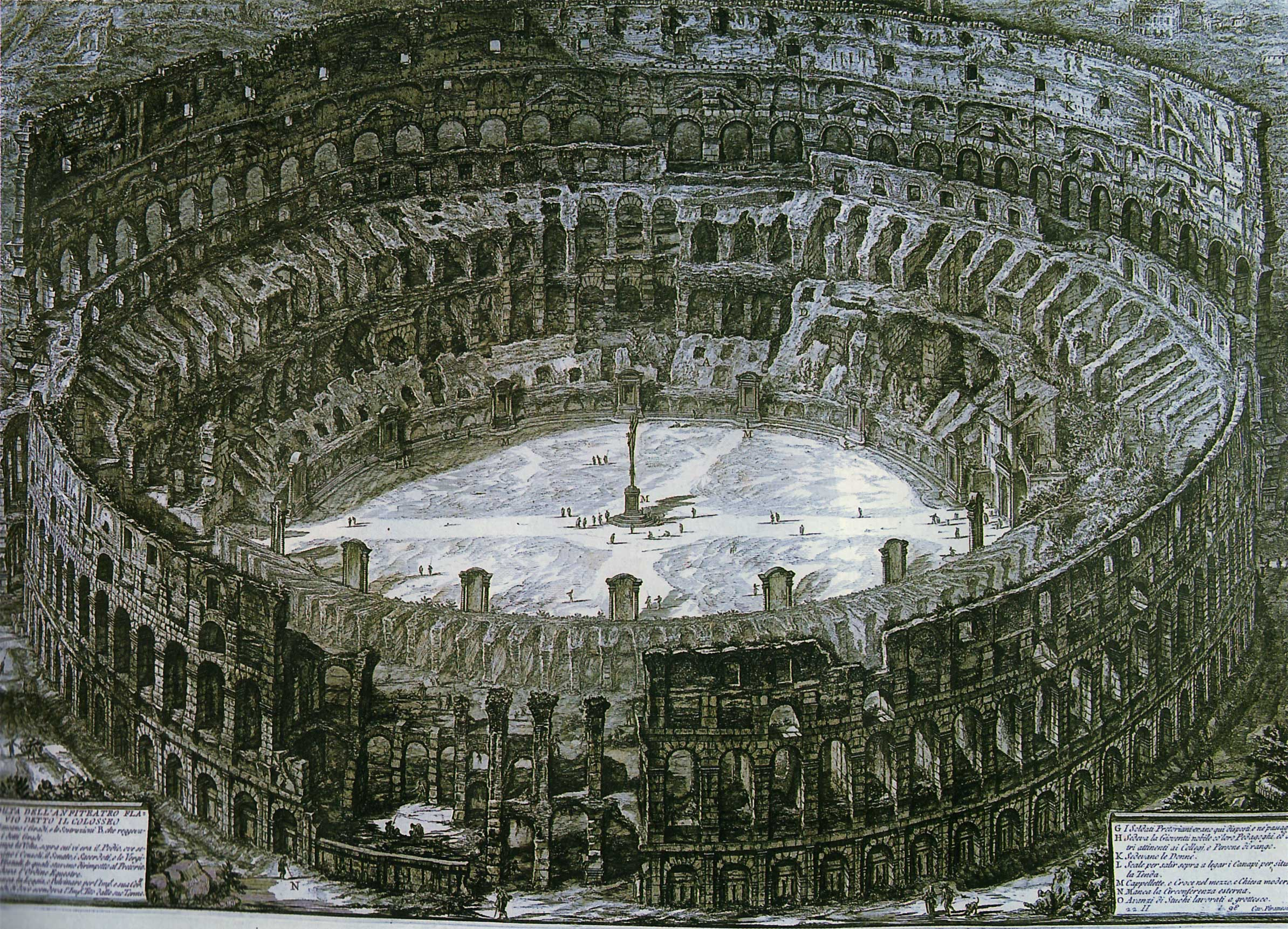
Колізей у 1750 із хрестом у центрі

Після того, як плани низки Римських Пап на використання Колізею не здійснилися, амфітеатр багато років стояв пусткою. Він став лігвом злочинців і сховком для злидарів. У 1700 році Климент XI замурував нижні арки та розмістив у Колізеї фабрику, де із гною виробляли селітру для розташованого неподалік порохового заводу. В 1703 внаслідок землетрусу три арки обвалилися і матеріал було використано для будівництва річкового порту Порто-ді-Ріпетта. Архітектор Карло Фонтана виконав огляд амфітеатру і вивчив його геометричні пропорції. Він розробив план побудови всередині церкви, що так і лишився на папері.
Краще ставлення пап до величної пам'ятки стародавньої архітектури почалося не раніше середини XVIII сторіччя. В 1743 у Колізеї побудували невелику церкву. Першим, хто прийняв амфітеатр під свій захист, був Бенедикт XIV. Він присвятив його в 1749 році як пам'ятне місце Страстям Христовим і християнським мученикам і заборонив під страхом покарання видобувати там камінь. На арені було встановлено хрест, а навколо позначено Хресну дорогу для обрядової ходи, котра відбувалася щоп'ятниці та щонеділі. Також Папа відбудував частину арок першого поверху.
Папи, що слідували за Бенедиктом XIV, особливо Пій VII і Лев XII, продовжували піклуватися про збереження уцілілих частин будівлі. Вони підкріпили контрфорсами місця стін, які могли обвалитися, а Пій IX реставрував в ньому деякі з внутрішніх сходів.

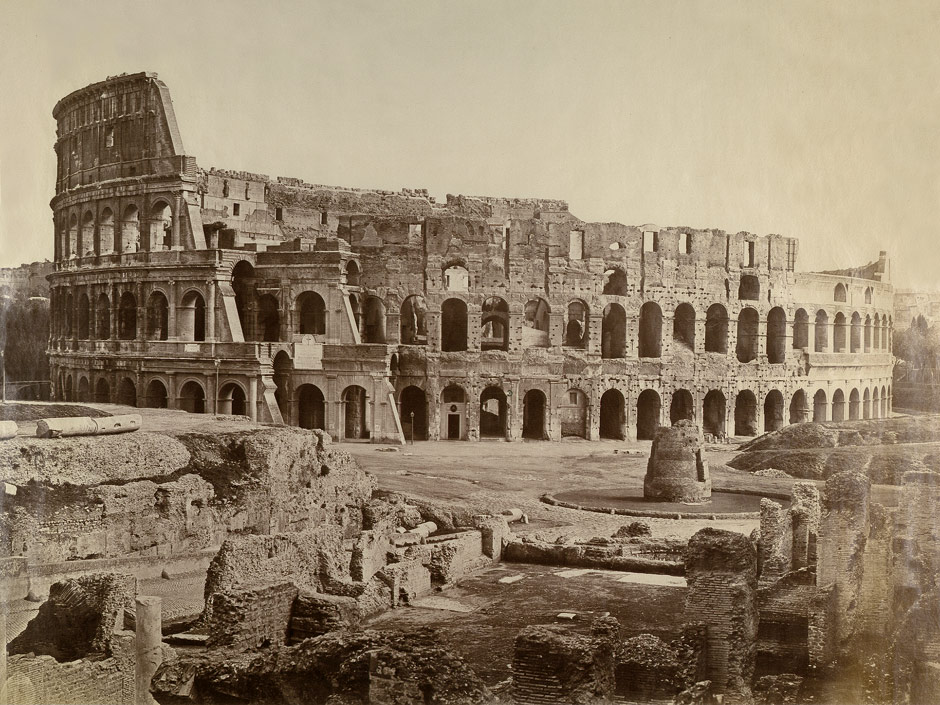
Колізей у 1870-і

Наполеон Бонапарт захопив Рим у 1796. За задумом уповноваженого з питань старожитностей Карло Феа, оприлюдненим у 1804 році, Колізей мав стати частиною археологічного парку в центрі Риму. Він дослідив критично пошкоджені місця, а в 1805 році розпочалися розкопки. Карло Луканджелі виконав дерев'яну масштабну модель-реконструкцію первісного вигляду Колізею, завершену його названим братом Паоло Дальбоно. У 1806 році, після чергового землетрусу, який завдав подальшої шкоди зовнішньому кільцю, проєкт реставрації був остаточно затверджений. Дерев'яна опалубка запобігла обваленню зовнішньої стіни, але виявилося, що зовнішня стіна перебуває у гірших умовах, ніж очікувалося, тому було вирішено побудувати поперечну стіну, щоб зв'язати контрфорс, зовнішню стіну та внутрішню структуру споруди. Також були розкопані ніші навколо подіуму, частини подіуму, вхід у так званий прохід Коммода, частина стічного рову, який оточував амфітеатр, та частина системи каналізації першого поверху. Перший поверх і частину підземних тунелів було також розкопано.
За часів Пія VII визнали за необхідне зміцнити вцілілі частини зовнішнього кільця. Архітектор Рафаель Штерн близько 1820 року побудував для підтримки арок на північному заході, цегляні підпірки. Пізніше, в 1826 році, за Лева XII, архітектор Джузеппе Валадьє збудував похиле продовження зовнішньої стіни, що убезпечувало її від падіння. В 1828 році Антоніо Ніббі вдалося розкопати всі підземні комунікації, а в 1830 році Луїс Джозеф Дак здійснив перше повне обстеження споруди найновішими тогочасними засобами. З 1840-х років з допомогою цегли реставрувалися арки. Потім, у 1852 році, Луїджі Каніна відремонтував друге кільце коридорів та відбудував частину глядацьких сидінь. Упродовж 1846—1853 років були встановлені зв'язки, що скріплюють зовнішнє та внутрішнє кільце стін. У 1870 році Рим став столицею нової італійської держави, роботи з розчищення арени поновилися в 1874 році. Розкопки досягли дна підземель, в ході чого було відшукано уламки та артефакти V і початку VI століть. Попри спротив католицької церкви, Хресну дорогу було усунено. Пізніше виконувалося більше розкопок на північній стороні. Дві навколишні вулиці було переплановано, роботи з прокладення водостоків та газових труб привели до нових відкриттів: вимощеного майдану біля амфітеатру з північної сторони, межових каменів та дороги. В 1895 в амфітеатрі та навколо нього було виявлено 89 поховань IV—VI ст.

### XX століття

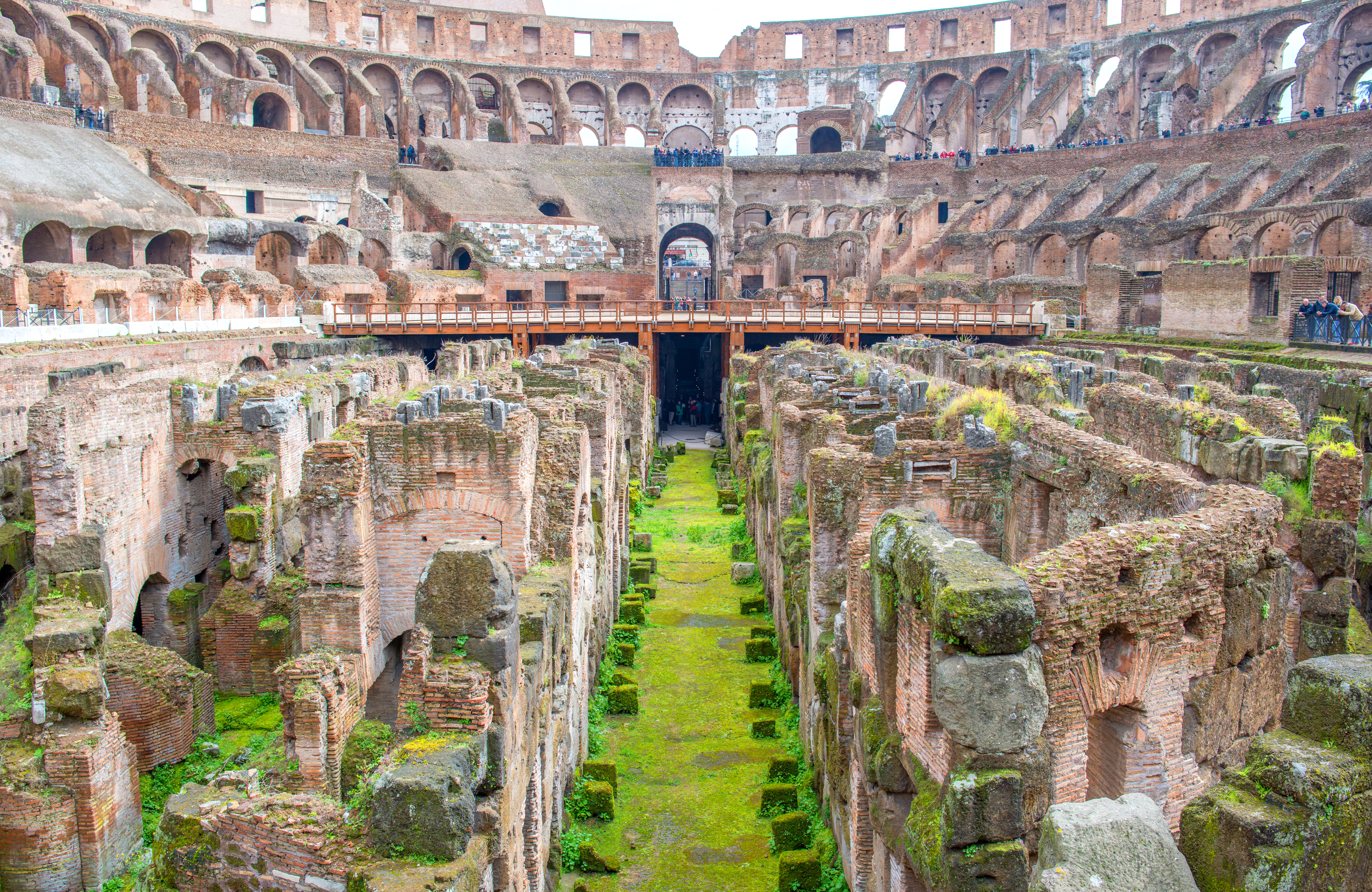
Колізей у 2013 році. Вид на колишні підземелля під ареною

Італійська держава здійснила масштабну реставрацію Колізею в 1901—1902 роках, але арена все ще потребувала додаткового розчищення. За фашистського режиму Колізей використовувався для пропаганди, оскільки Муссоліні хотів пов'язати Римську імперію з новою фашистською Італією. В 1933 році Колізей був пристосований для проведення масових зібрань: підлогу частини коридорів заасфальтували, встановили сходи, а частину сидінь неточно реконструювали. В 1930-ті роки пейзаж навколо амфітеатру докорінно змінився: пагорб Велія, що приєднувався до пагорбів Екквілін і Фагутале, був зруйнований, аби прокласти дорогу. Через неї Муссоліні міг би бачити Колізей з балкона Палаццо Венеція. Також, було усунено античний фонтан «Мета суданс», який перекривав прохід під аркою Костянтина, що стоїть неподалік. З іншого боку Колізею було розширено вулицю, а в 1940-х роках побудована підземна залізниця, що пошкодило фундамент споруди.
У 1938—1940 роках розкопки, проведені Луїджі Коццо, було розібрано частину нестійкої підземної камінної кладки. В 1939 році було розкопано західну частину підземель. Територію навколо заасфальтували, так що автомобілі змогли їздити навколо, проїжджати всередині коридорів та під аркою Костянтина. Під час Другої світової війни Колізей став бомбосховищем і складом зброї. З середини XX століття проводилися постійні невеликі ремонти.
У 1978 році відбулася капітальна реставрація деяких арок на північній стороні. Розкопувалися античні стоки навколо та досліджувалися фасади верхнього поверху. Автомобільний рух між Колізеєм та Палатином підпав під заборону. Колізей став найпопулярнішим туристичним місцем у Римі. 

### XXI  століття
У 2000 році Колізей став місцем акцій протесту проти смертної кари. В 2010 році для відвідувачів відкрили підземні тунелі, якими раніше переміщувалися гладіатори та звірі. На території амфітеатру періодично проводяться католицькі дійства.
У 2012 році Колізей було оснащено золотистою підсвіткою з нагоди 10-го Всесвітнього дня міст проти смертної кари, спонсором якого є Спільнота Сант-Еджідіо, релігійна організація, що зосереджується на вирішенні конфліктів та міжконфесійному діалозі. За минулі віки Колізей потемнішав, тож у 2013 році почалося перше в історії повне очищення амфітеатру, призначене повернути його первісний колір. За 2013-2016 роки відновили північний та південний фасади. У 2017 році для екскурсій відкрили два верхніх яруси Колізею.

## Бої та видовища

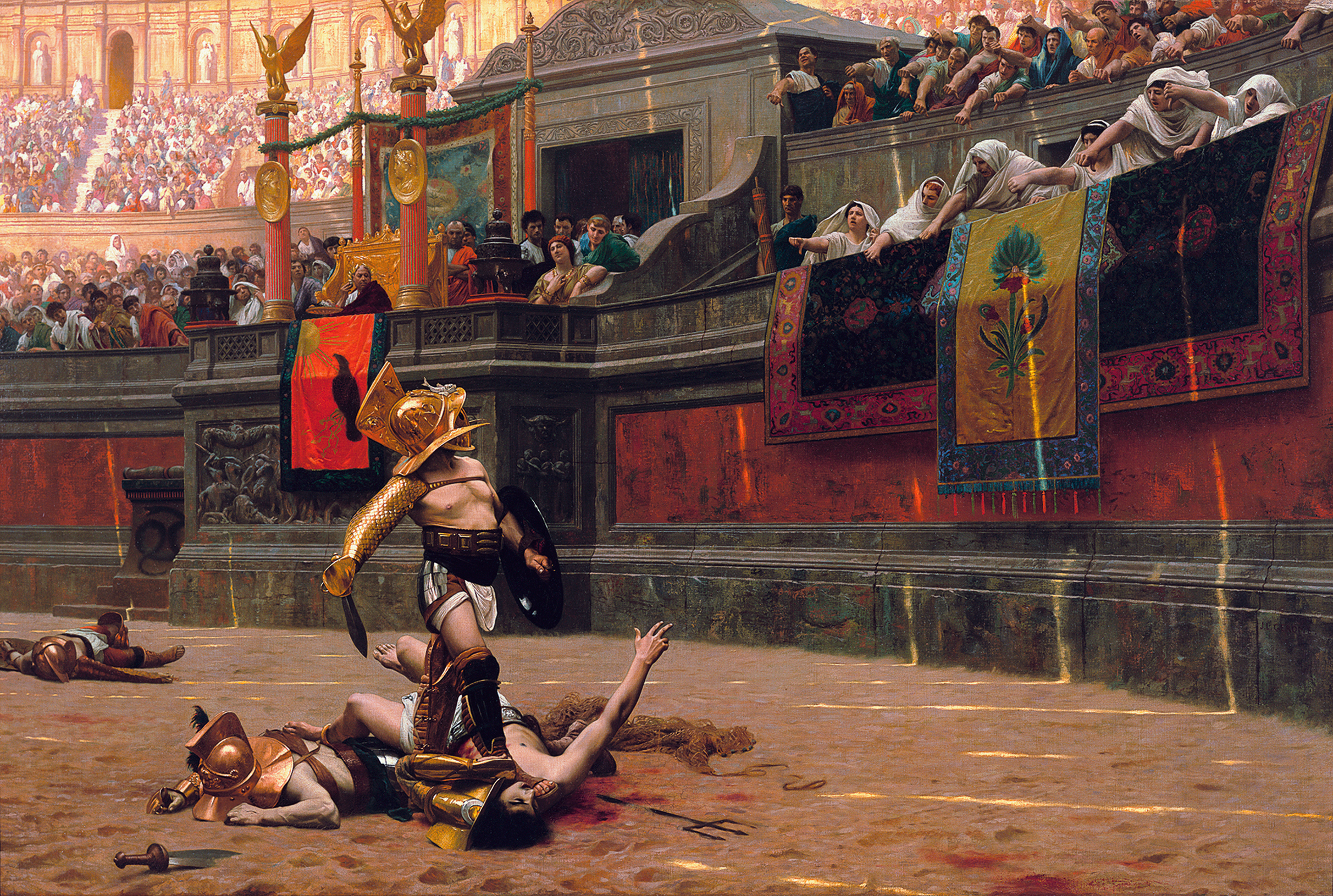
«Гладіатори», картина Жан-Леона Жерома, 1872 р.

Бої в Колізеї історично пов'язані з етруськими ритуальними поховальними іграми, але виконувалися вже для розваги та аби продемонстрували багатство й щедрість імператора і дати змогу простим людям побачити свого правителя особисто. Зазвичай імператори були присутні в Колізеї, навіть якщо не полюбляли тамтешні заходи — таким, наприклад, був Марк Аврелій. Тит і Клавдій не цуралися самі звертатися до гладіаторів та глядачів, а імператор Коммод сам виступав на арені як гладіатор.
Одним із пережитків етруської традиції була присутність супровідника, зобов'язаного добити програного гладіатора ударом у лоб. Цей супровідник носив костюм Харона або Гермеса — міфічних персонажів, які супроводжували померлих у царство Плутона. Витоки кривавих боїв і страт на аренах вбачаються в уявленнях, що духів померлих можна умилостивити пролитою кров'ю. Присутність весталок, верховного понтифіка та божественного імператора також додавали релігійних елементів.
Заходи в Колізеї часто тривали від світанку до ночі, і гладіатори зазвичай запускали дійство процесією колісниць у супроводі труб і навіть гідравлічного органу, а потім спішувалися та об'їжджали арену, вітаючи імператора. Відбувалися заходи в певні дні. Так, за Клавдія вони проводилися до 93 на рік.
Дійства починалися з комедійних або постановочних несмертельних боїв. На них боролися жінки (гладіатрикс), а також карлики й інваліди, використовуючи дерев'яну зброю. Далі починалися змагання між різними класами гладіаторів, озброєних мечами, тризубцями та іншою холодною зброєю, і між гладіатрикс-лучницями. Слідом відбувалося полювання на тварин гладіаторами-бестіаріями. Тварин найчастіше вбивали на відстані за допомогою списів і стріл. На арену випускалися леви, тигри, ведмеді, слони, леопарди, бегемоти та бики, але траплялись і заходи з беззахисними тваринами, такими як олені, страуси, жирафи та навіть кити. За один день могли гинути сотні або й тисячі тварин.
За часів Доміціана в Колізеї також ставилися драми, де акторами бували засуджені до страти. Так, актора в ролі Геракла могли живцем спалили на похоронному вогнищі, а виконавця ролі розбійника Лавреола — розіп'ясти. Колізей також був місцем для публічних страт під час обіднього затишшя, зокрема вбивства християн. Публічні страти слугували, крім розваги глядачів, демонстрацією римського правосуддя та мали на меті також залякати рабів, які могли повстати.
За деякими підрахунками, за всю майже 400-річну історію боїв на арені Колізею загинуло приблизно 400 тисяч людей.

## Галерея

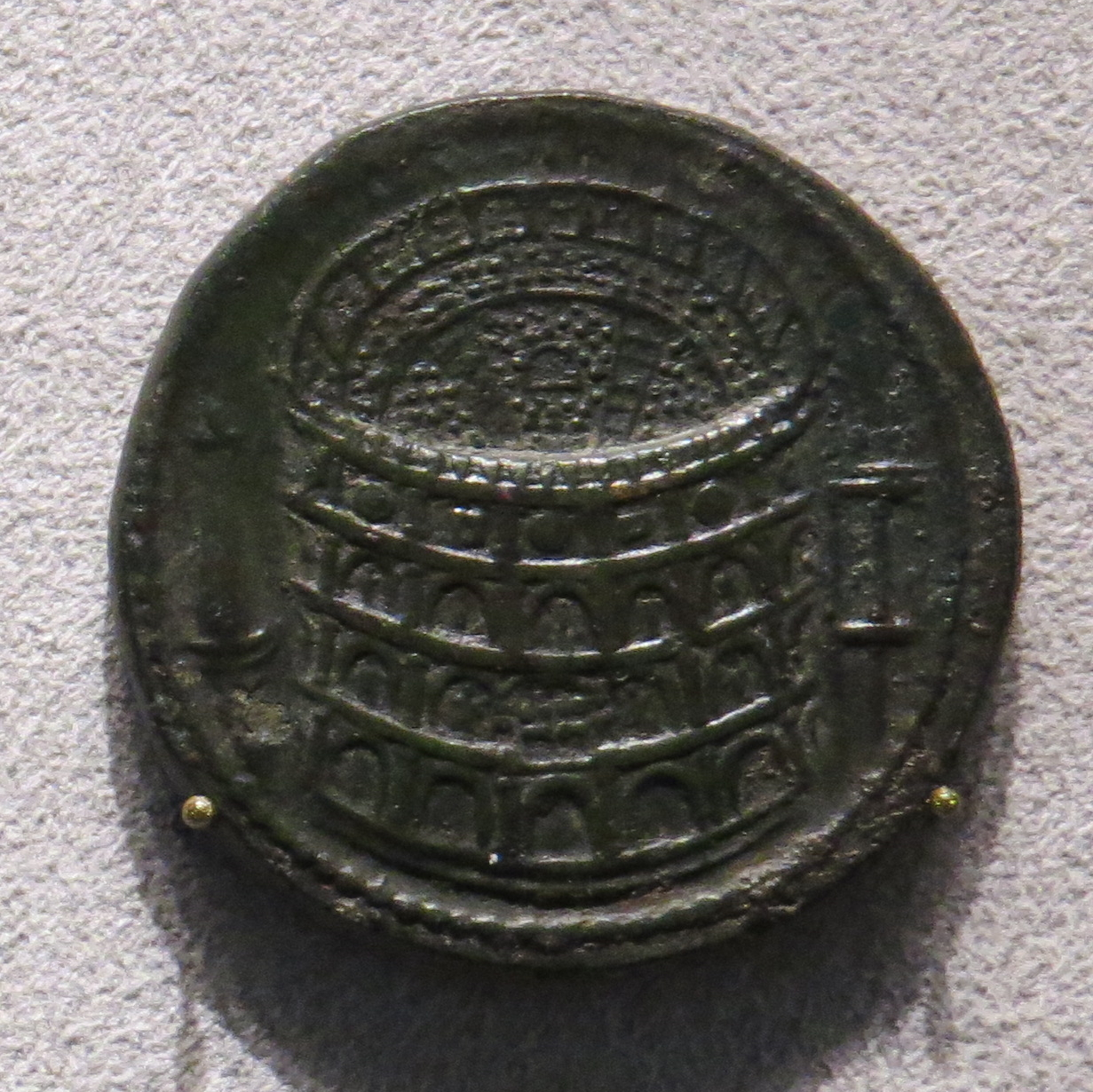
На монеті часів Тита
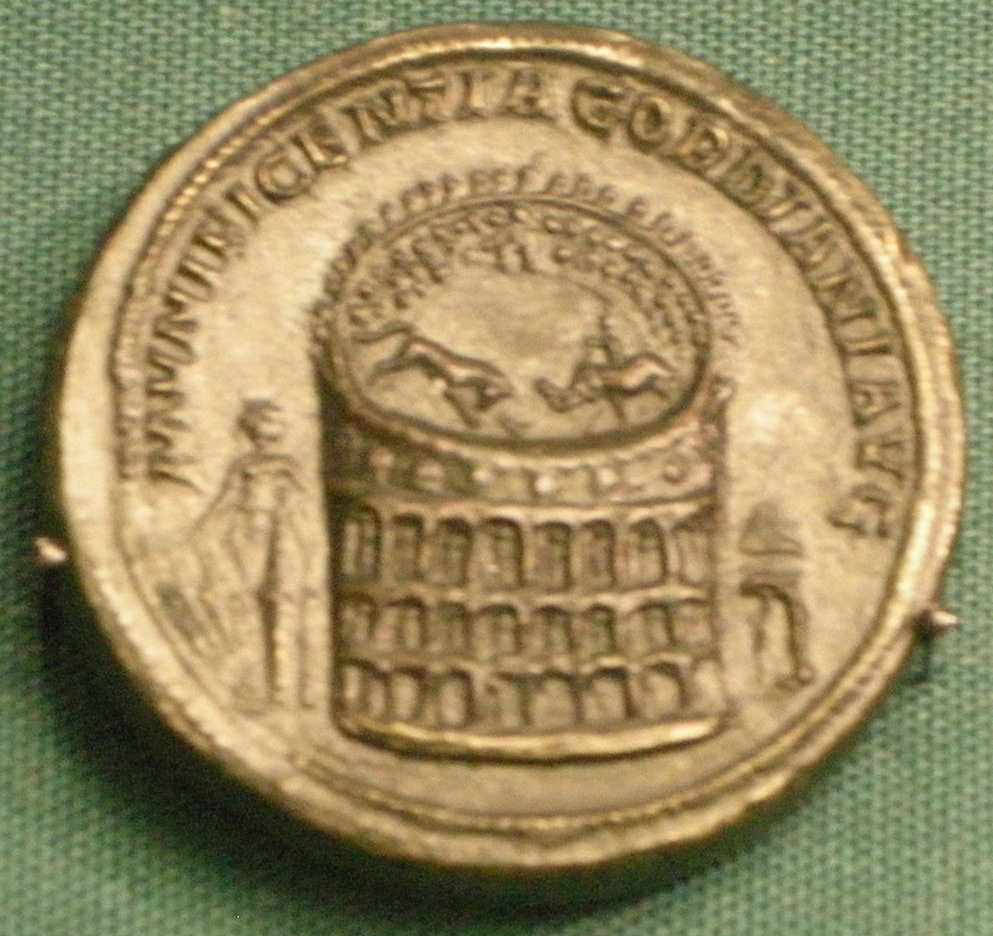
На монеті часів Гордія III
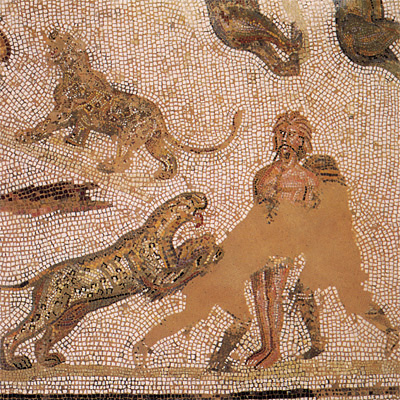
Мозаїка з зображенням цькування засуджених звірами
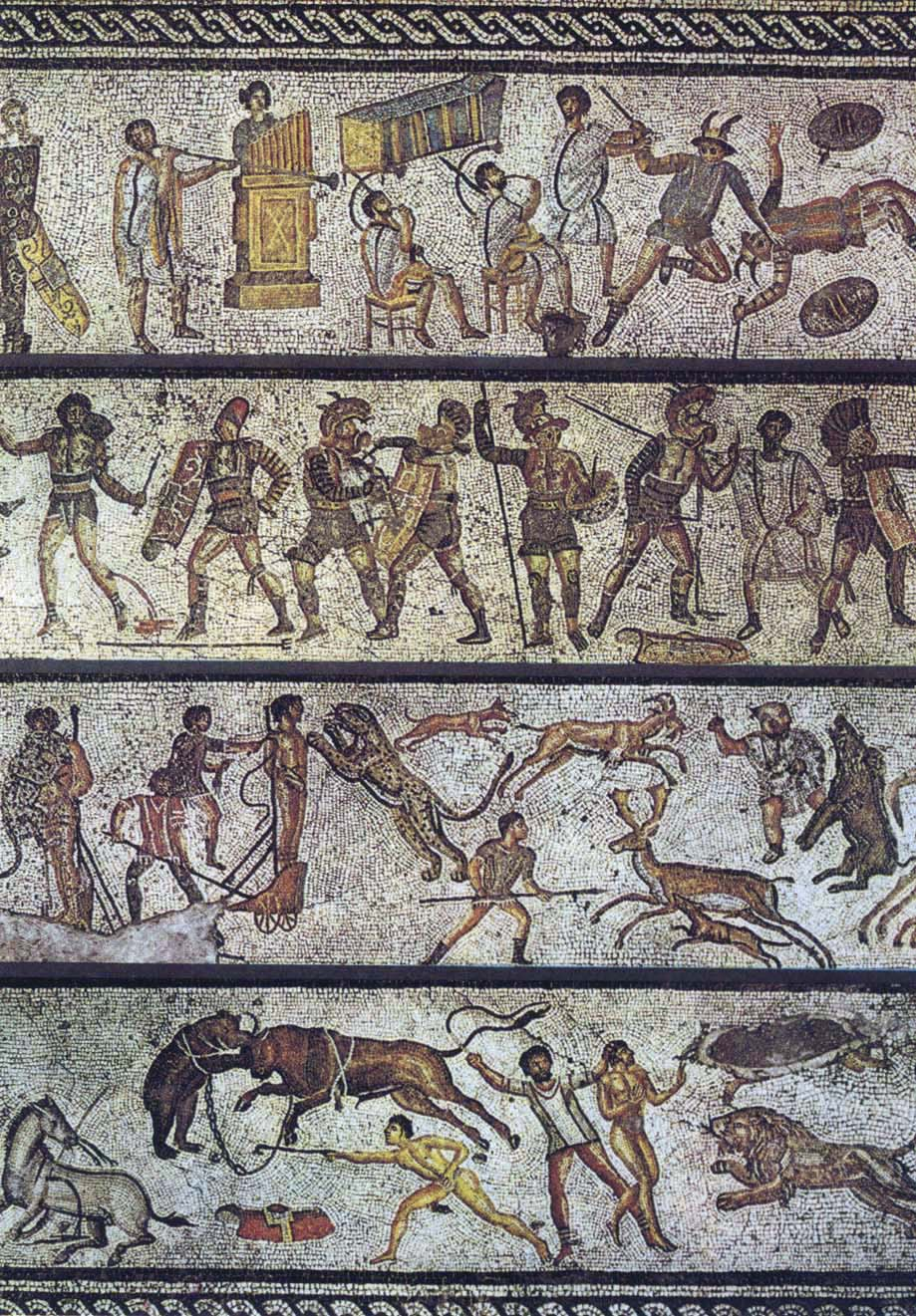
Мозаїка з зображенням гладіаторів, близько 80 р.
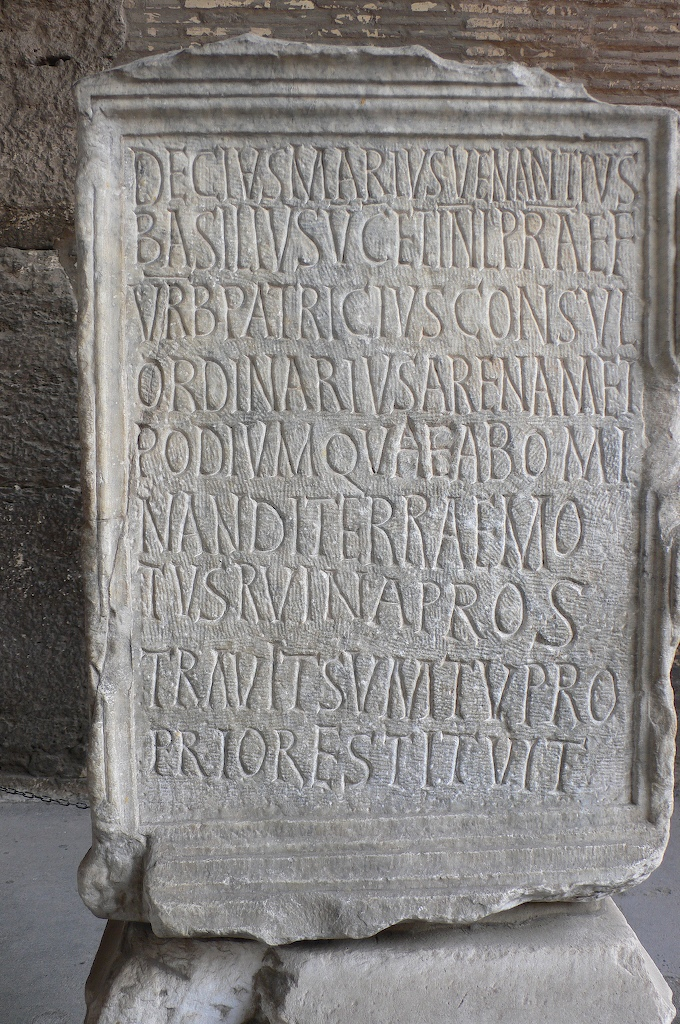
Табличка з присвятою Децію Марію Венацію Василію
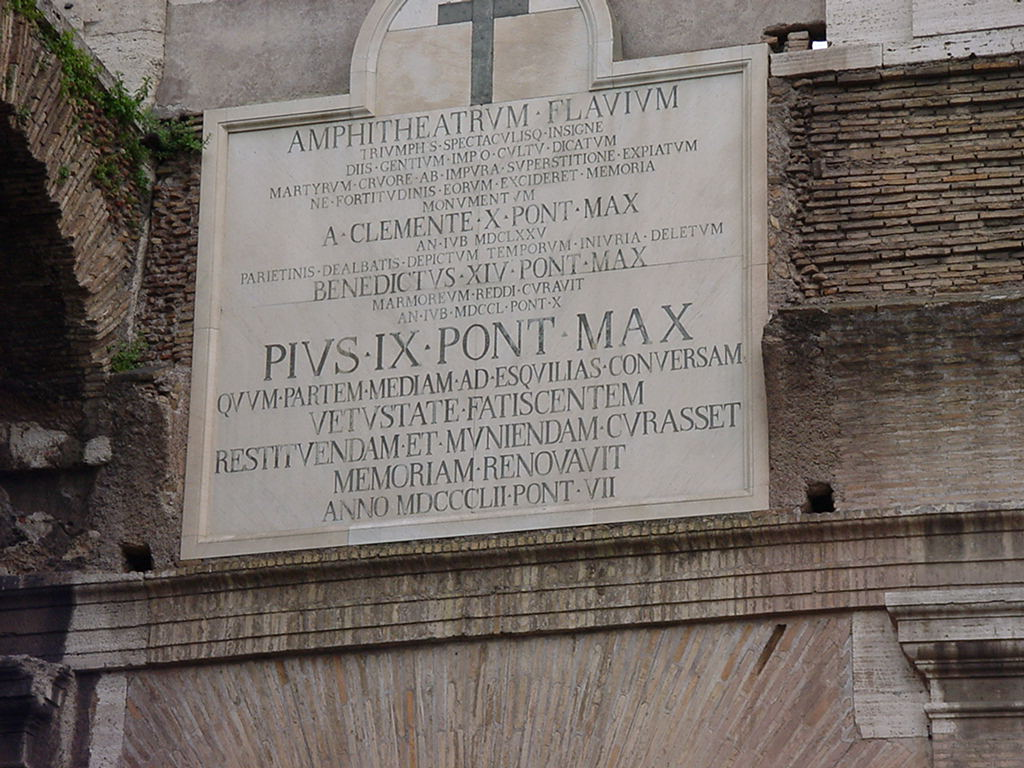
Табличка зі згадкою римських Пап, які сприяли збереженню Колізею
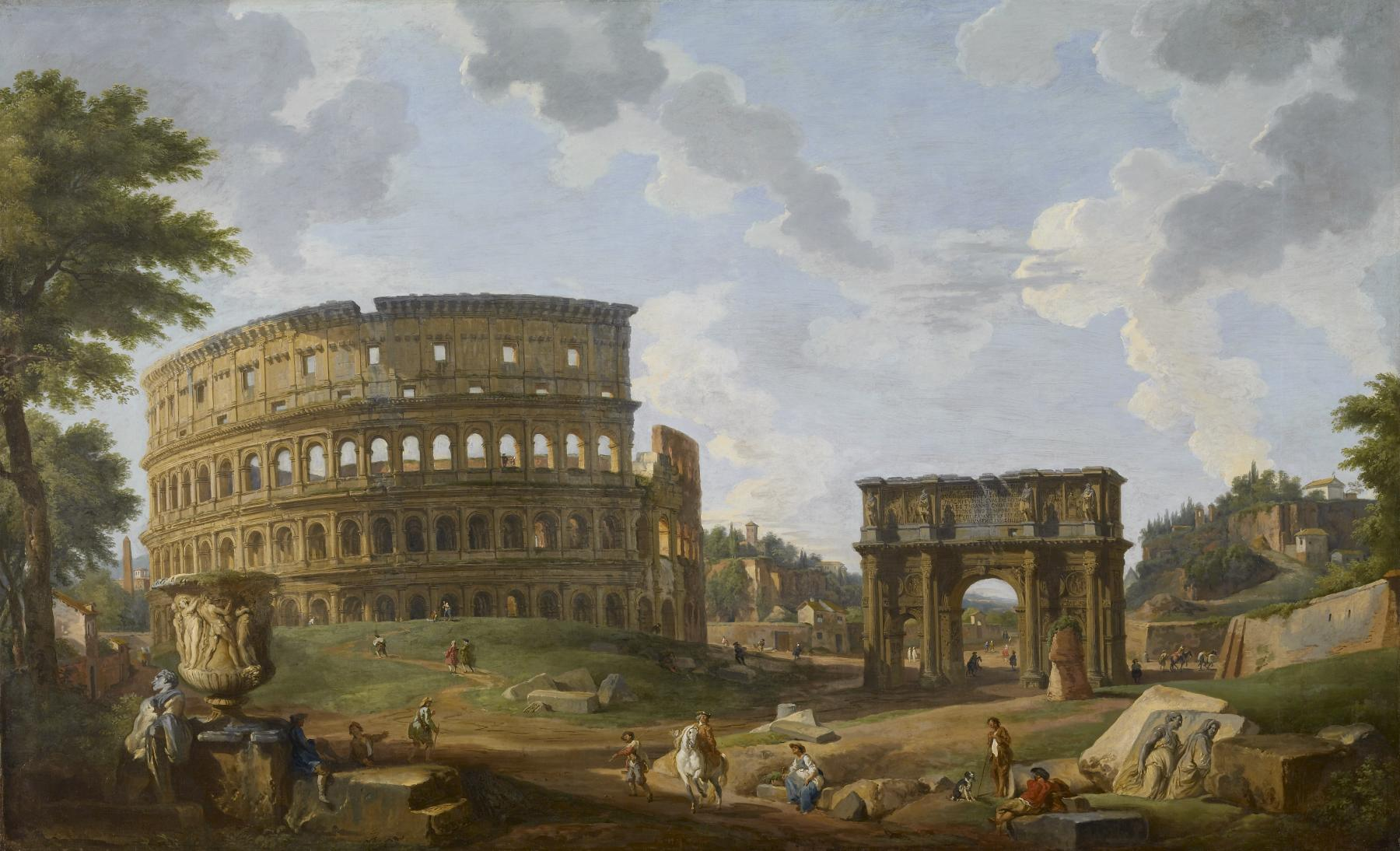
Вид на Колізей, картина Джованні Паоло Паніні, 1747 р.
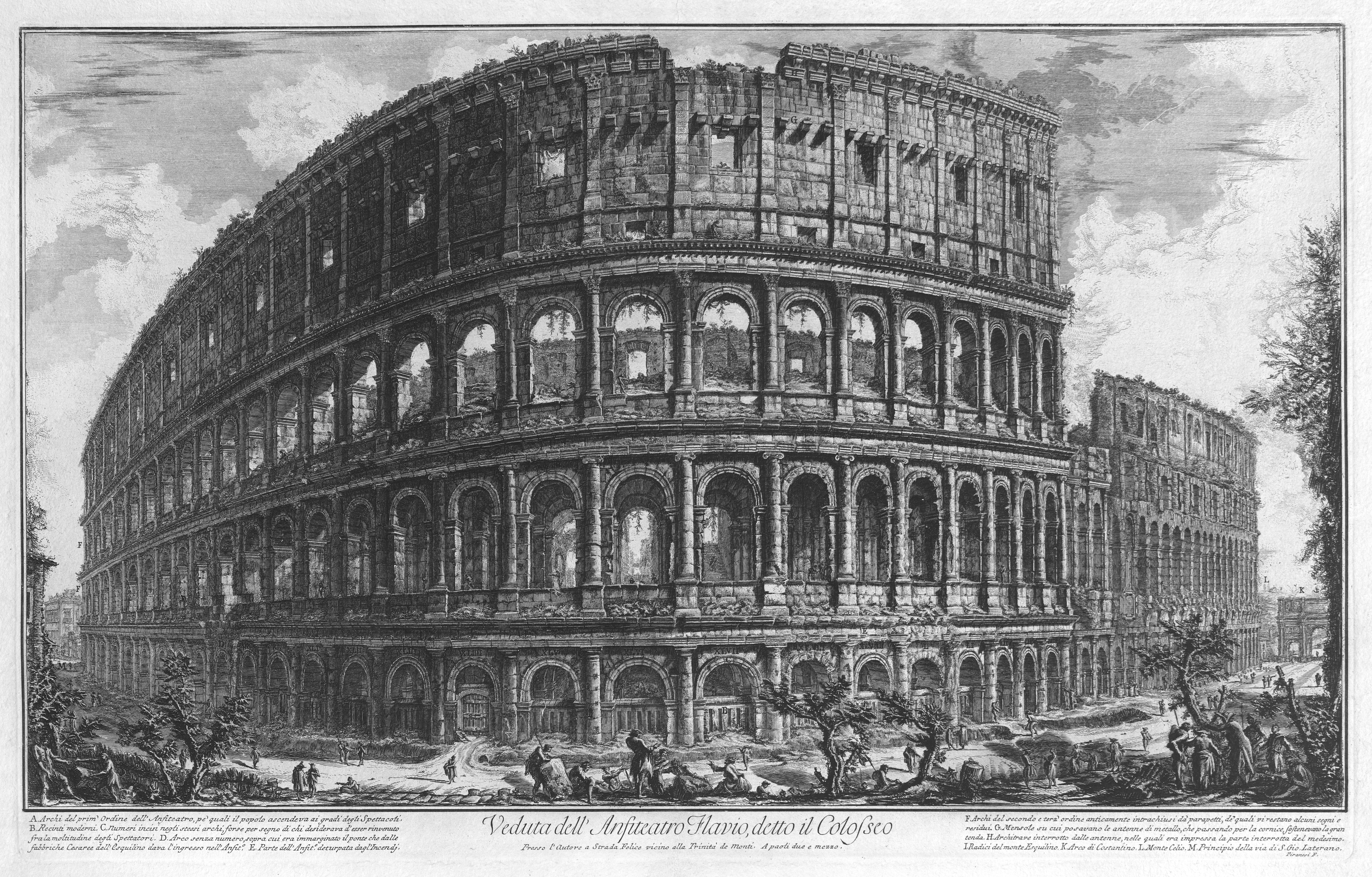
Колізей на гравюрі Джованні Баттісти Піранезі, 1757 р.
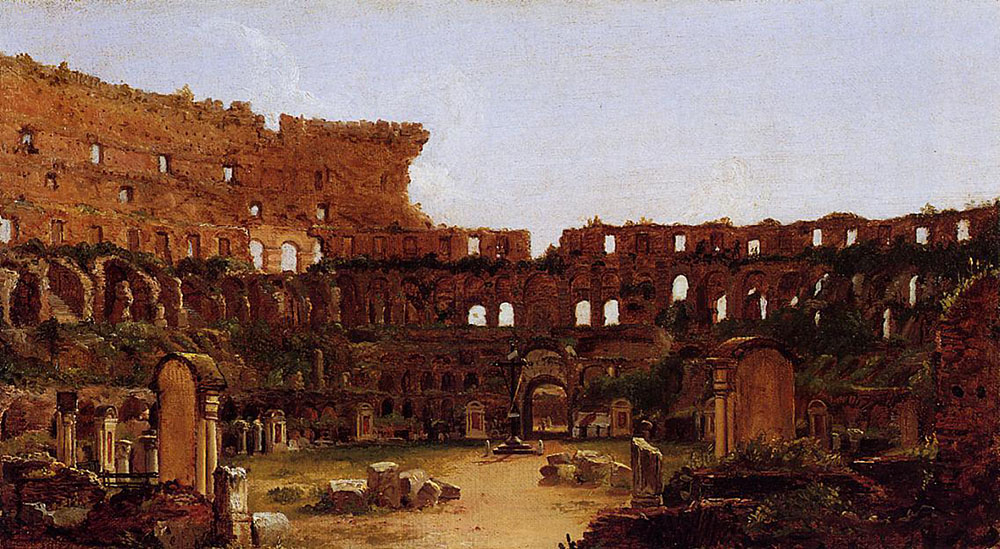
Інтер'єр римського Колізею, картина Томаса Коула, 1832 р.
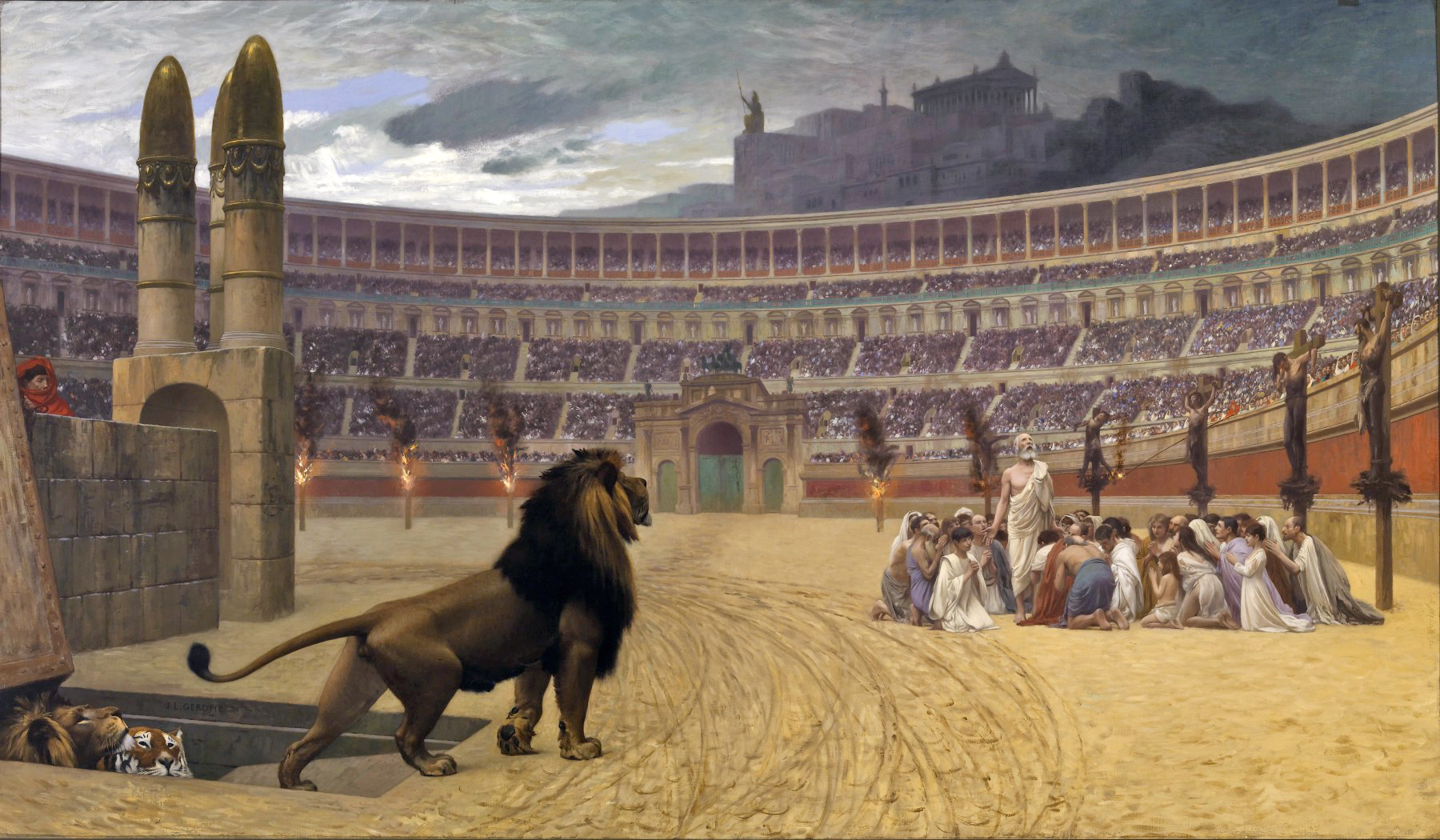
«Остання молитва християнських мучеників», картина Жан-Леон Жером, між 1863 та 1883
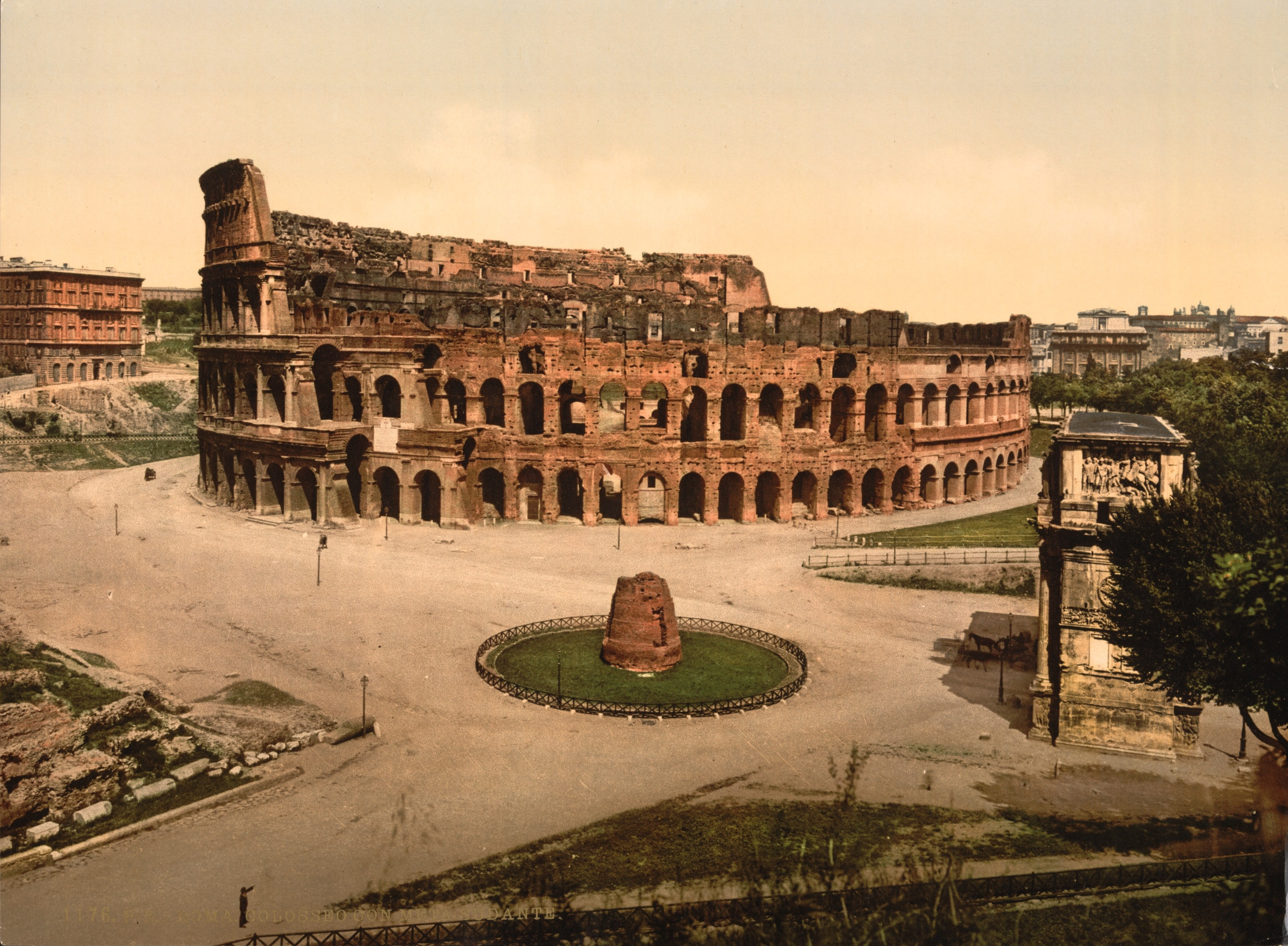
Колізей між 1890 та 1900 рр.
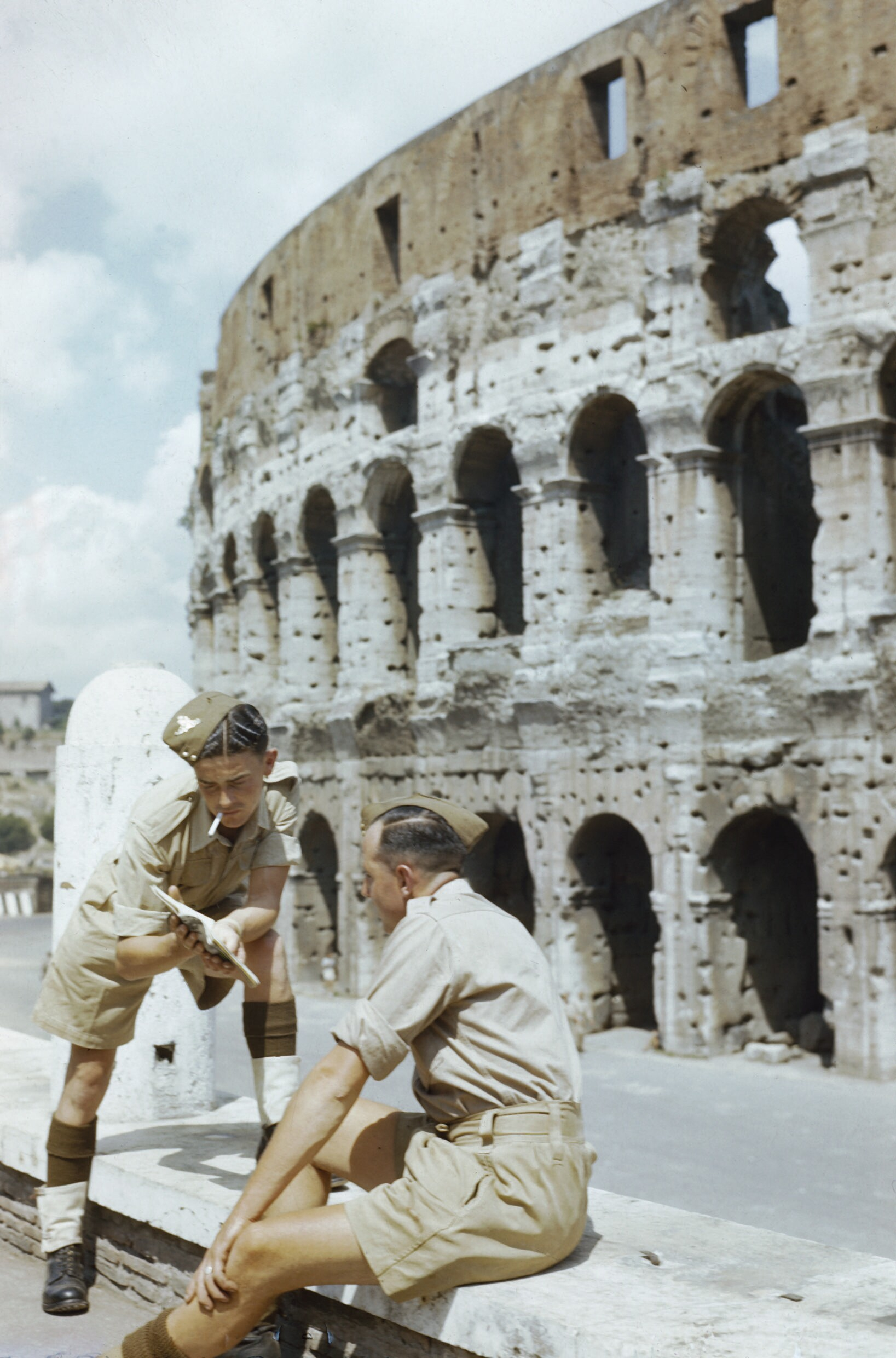
Британські солдати у визволеному від фашистів Римі, 1944
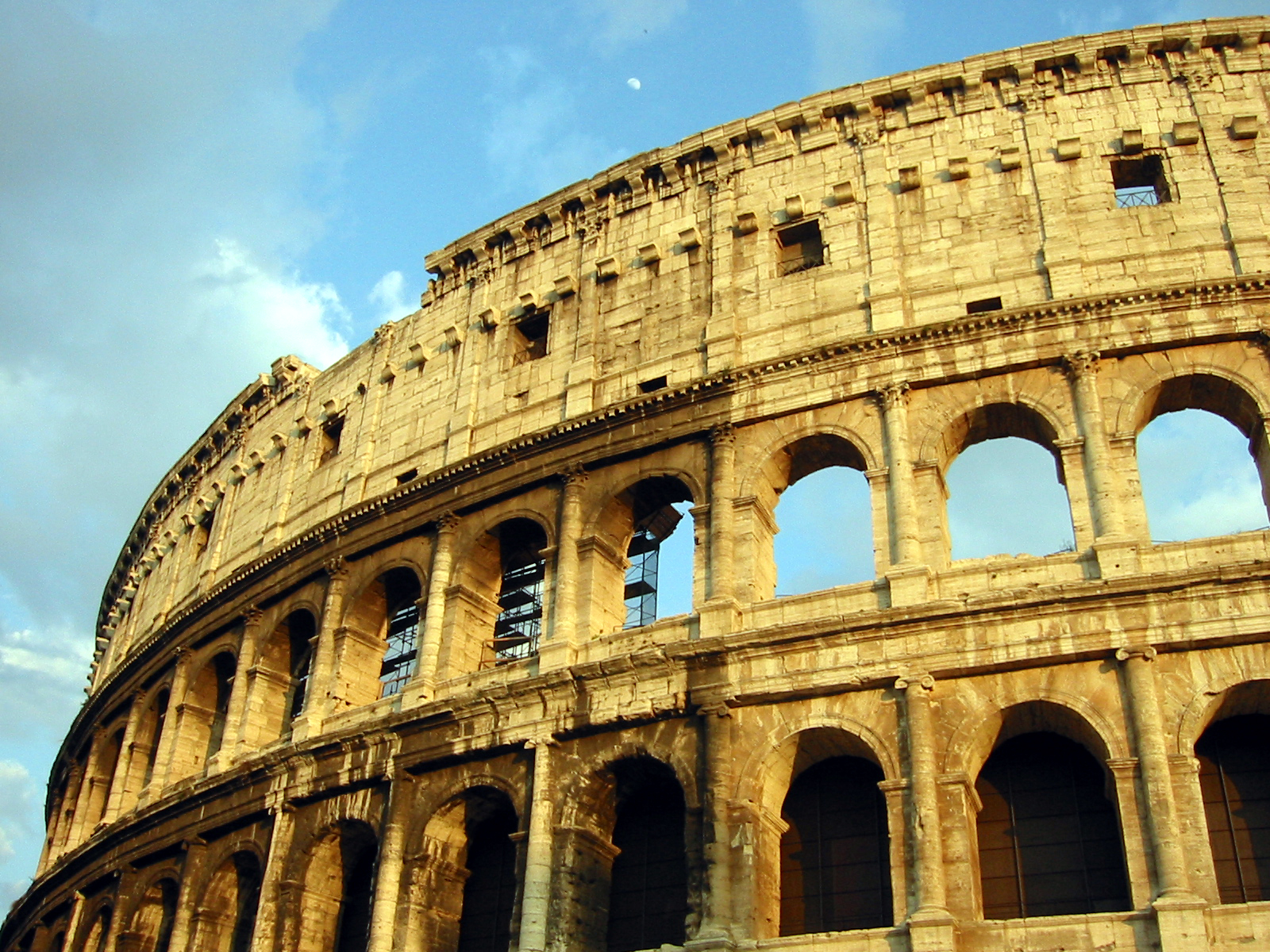
Верхні поверхи
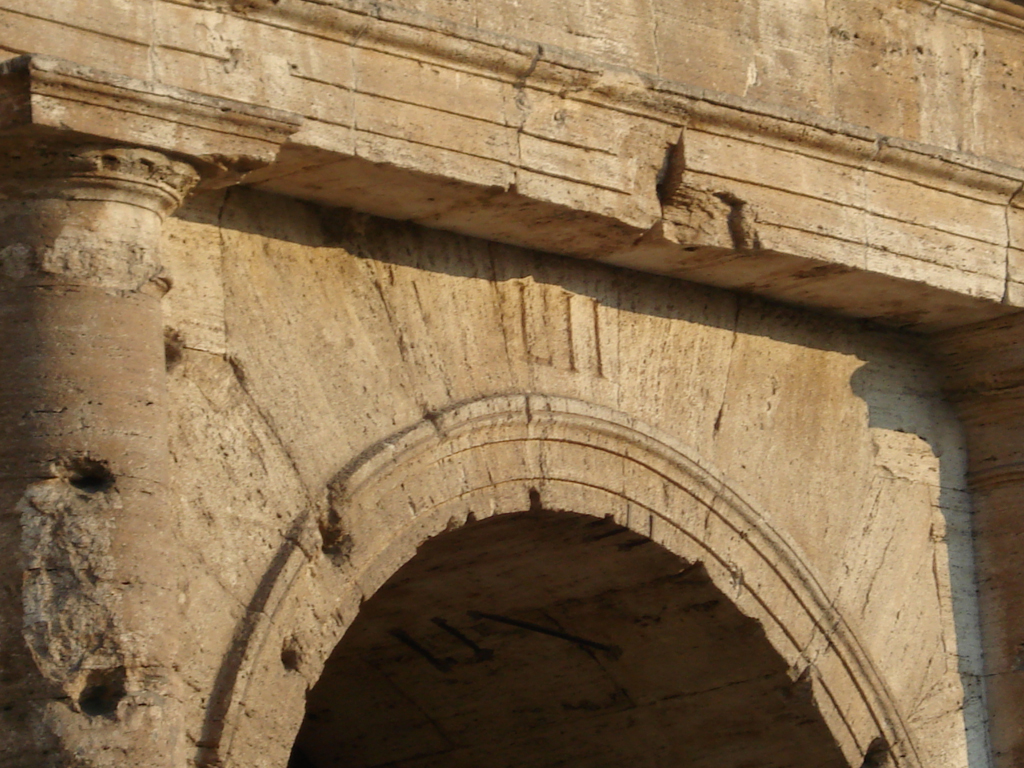
Арка для входу глядачів номер LII (52)
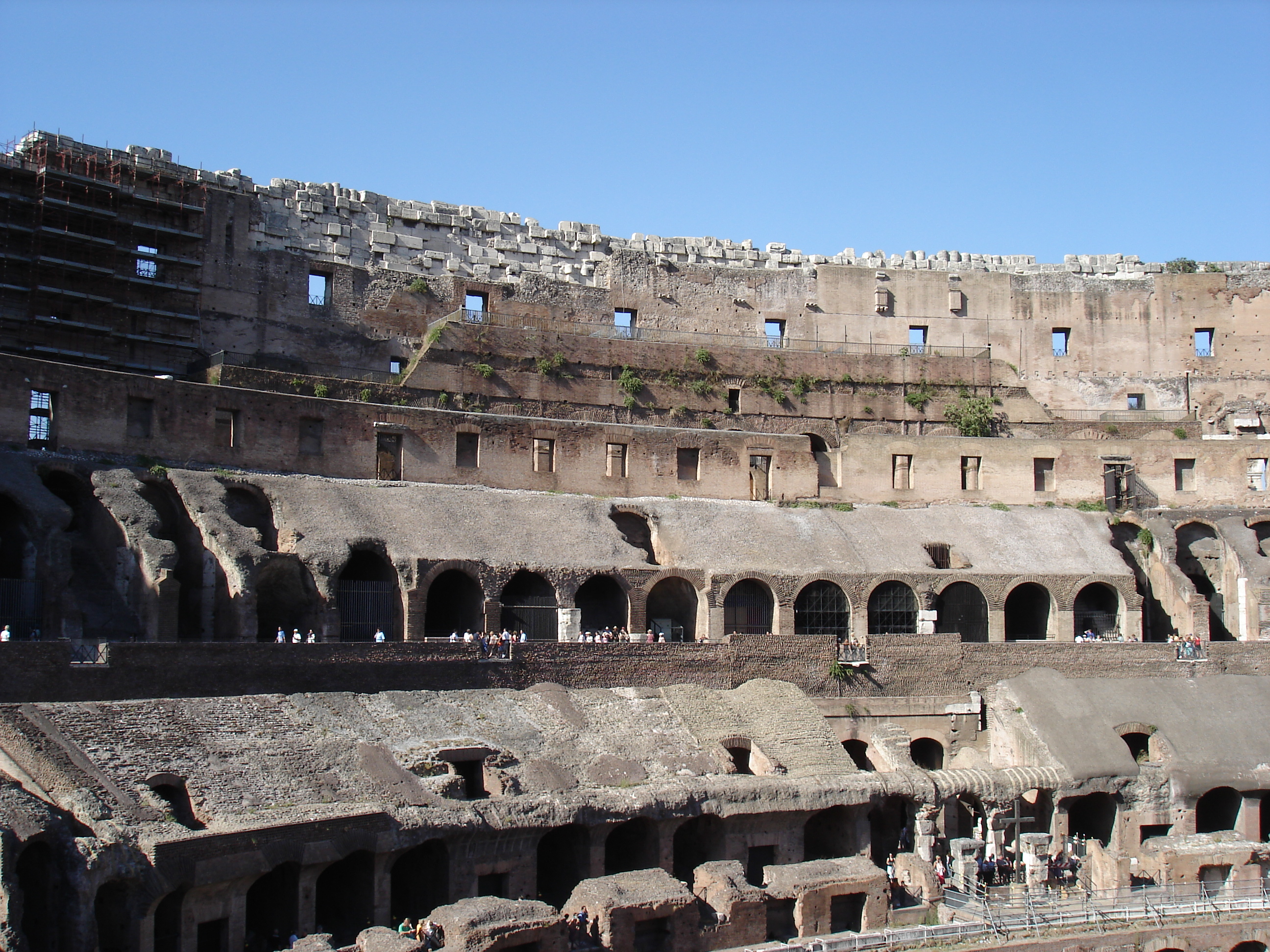
Всередині Колізею: місця, де розташовувалися сидіння
Всередині: вид на розкопані підземелля арени
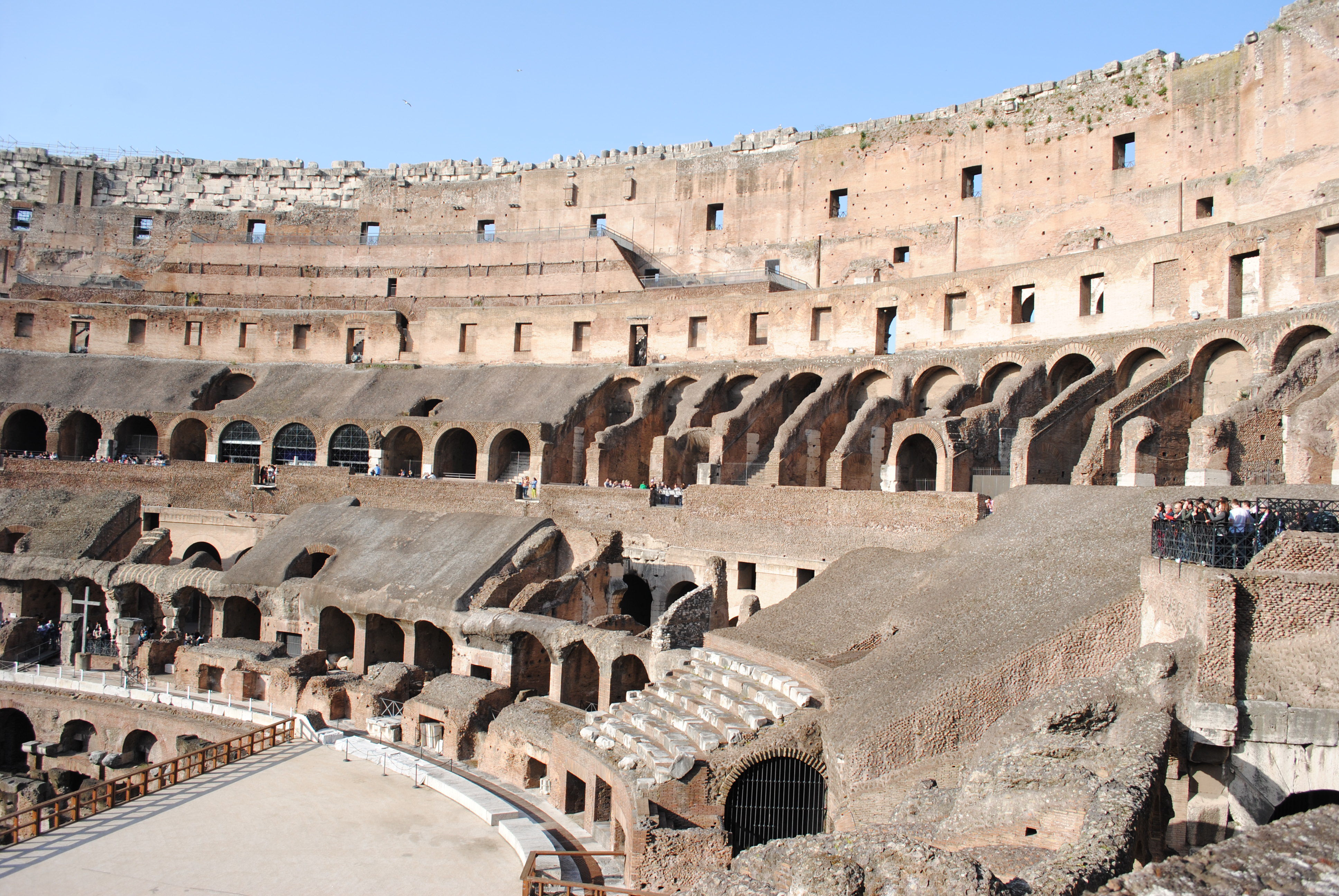
Всередині Колізею: місця, де розташовувалися сидіння
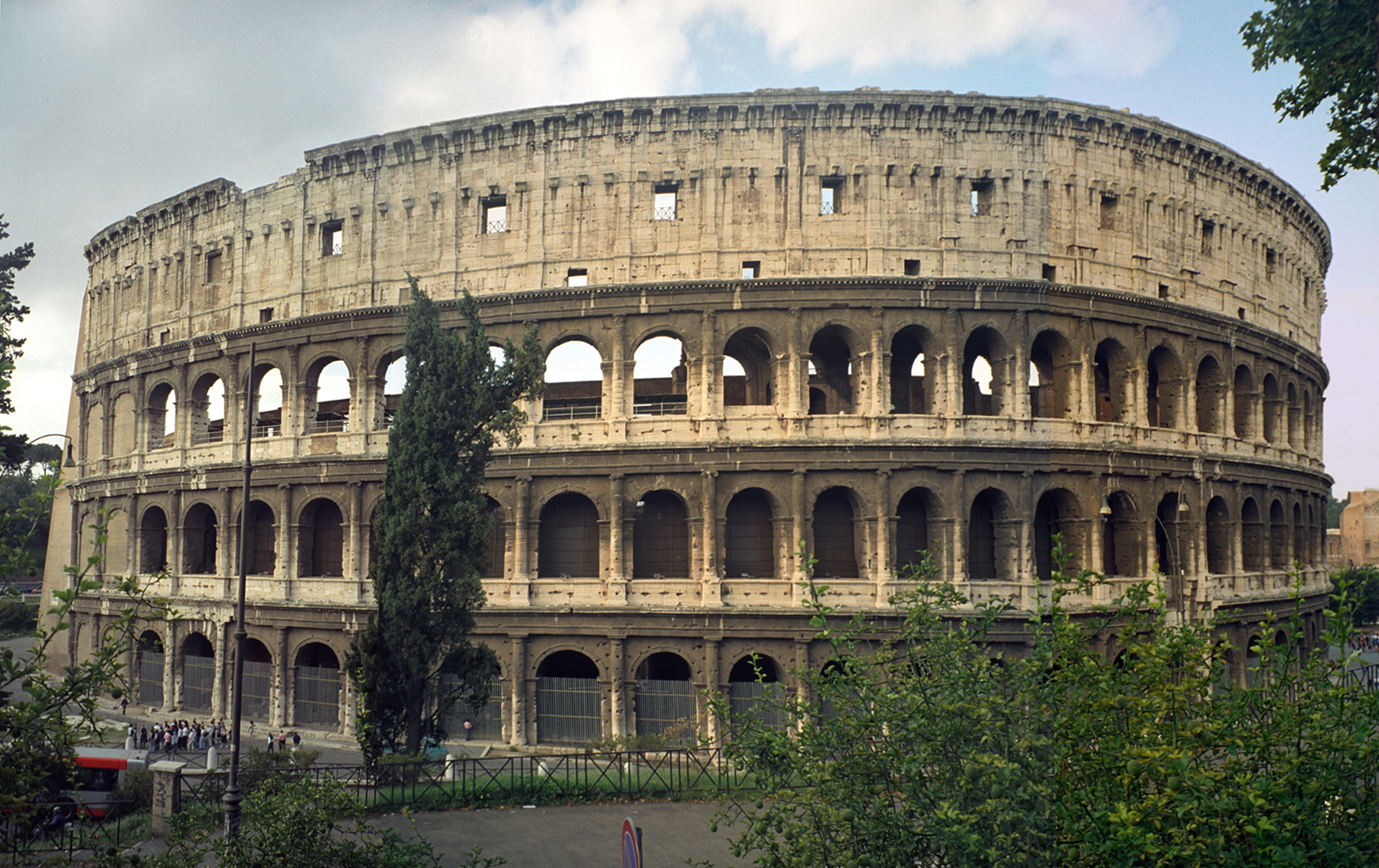
Колізей у 2013 р.